# 武岭中学
武岭中学又名武岭学校，是浙江省宁波市奉化区境内一处中等学校，位于溪口镇武山西麓，前身为1925年创办的禽孝区立小学，后蒋中正于1929年在此创办武岭学校。校舍由翁文灏之弟翁文涛设计，上海孙裕生营造厂建造，1932年起蒋中正兼任校长。1949年7月，学校停办:662、788，1956年8月在摩诃殿北侧开办溪口初级中学，曾改名县第二初级中学，1970年更名为溪口中学，1987年9月1日溪口中学学生迁入武岭校园，1988年5月19日复校，胡耀邦、赵朴初先后题写校名。学校现为浙江省二级重点中学:1127。

由蒋介石批准的校徽

2003年，武岭学校旧址成为奉化市文物保护点，2011年成为第六批浙江省文物保护单位。